# バビロン (小説)
『バビロン』（BABYLON）は、野﨑まどによる日本の小説。講談社より発売された2019年には上下巻でコミカライズされた。

## あらすじ
東京への一極集中緩和を目的として、東京都西部に新設された『新域』。その実態は、新法の試験運用を実施する「国家の実験場」としての役割を有し、政令指定都市を上回る権限が付与され、「第2の東京」と位置付けられていた。

### 第1章「一滴の毒」
製薬会社の日本スピリが、複数の大学に対して新薬に関する虚偽の研究報告作成を依頼した「アグラス事件」が発覚したことから、検事・正崎 善ら東京地検特捜部は、日本スピリから捜査資料を押収する。
しかしそれらを検証する際、「睡眠薬セイレンに関する臨床試験」というファイル内にあった2つ折りの報告書の裏に、血痕や毛髪などとともに書かれた大量の「F」の字が綴じられていることに気付く。正崎はその報告書を作成した因幡という准教授を訪ねたが、彼は全身麻酔機を用いて死亡した状態で見つかった。
捜査を進めると、新域の域長選挙に出馬中の野丸の議員秘書と「謎の女」が、因幡の死ぬ2ヵ月前から彼のもとへ頻繁に通っていたことが判明する。政治と関与している可能性が浮上したため、アグラス事件よりも因幡の捜査を優先して「秘書の足取り」を追うことにしたが、その途中に正崎の部下である文緒が突如自殺する。
因幡と文緒の死を皮切りにさらに捜査を進めていく中で正崎は、妖艶な魅力をもつ謎の女・曲世 愛と出会う。そして彼女は、変装や演技をはるかに凌駕するさまざまな容姿を使い分け、この域長選挙不正事件および連続自殺事件で暗躍していることが判明する。そして、因幡の開発していたのは「自殺薬」であることが分かる。
野丸の手駒であり新域の次代域長に当選した齋 開化は、個人が自殺を選択することを肯定する『自殺法』をアピールし、64人もの人間が高層ビルから飛び降り自殺をしてしまう。やがて齋開化のバックで動いている曲世愛こそが、自身の手を下すことなく「人を死に追いやる能力」により人々を自殺に追い込んでいる容疑者「F」であることが判明する。

### 第2章「選ばれた死」
齋開化による集団自殺事件は、法的に追求することは難しく、自殺教唆であることを証明する必要があった。部下を失った正崎の下に、23歳の検察事務官・瀬黒 陽麻が新しく部下として着任し、彼女と共に事件を追う。
曲世愛の叔父である精神科医・坂部に面会した正崎は、彼女の過去を知る。曲世家への養女であった曲世愛は、中学時代から周囲を虜にして対人問題を起こしており、そのカウンセリングの際にも叔父を魅了していたのだ。
齋開化の確保に動いた特捜部と刑事たちだったが、齋開化の妻に化けていた曲世愛の返り討ちに遭い、特捜部や刑事たちの多くが死亡。多摩東中央警察署の刑事・九字院は、自らの足を拳銃で打ち抜いて抗うものの、曲世愛の魅力に抗うことが出来ず、拳銃自殺を図る。
さらに、曲世愛により拉致された瀬黒が斧で四肢を切断されて惨殺されてしまい、正崎はその場面をWEBカメラ越しに見せつけられる。

### 第3章「曲がる世界」
新域選挙は自殺法肯定派が半数を占め、齋開化が提唱する『自殺法』はマスコミを通じて、世界へと伝染していく。多くの仲間たちを失い捜査に行き詰まった正崎のもとに、FBI捜査官が訪れて協力を要請。ついに『自殺法』に対処すべく、アメリカ合衆国大統領のアレキサンダー・W・ウッドが動き出す。
曲世愛の逮捕に執念を燃やす正崎は、米国への全情報の提供と協力を約束して『FBI特別捜査官』となり、同じくFBI捜査官サミュエル・ハーディのパートナーとなって、大統領の力を借りて曲世愛を倒そうとする。それに対して曲世は、世界各国の政治家たちを操ることで、『自殺法』を世界に浸透させようと暗躍していく。
自殺法を議論するための『G7サミット』が開催され、大統領は各国に対して、「本質的な善悪」について考えようと提案して議論をしていく。そんな中で、齋開化から大統領に対して、「自殺しようとしている女性と話してほしい」と要請される。女性が曲世愛である可能性を考慮して、サミュエルが間に入って通訳することで、曲世による自殺の力を防ごうとする。
大統領の説得により、女性の自殺は防がれたかに思われた。だが、「善悪についての答え」を女性に教えようと、通訳のサミュエルに連絡しようとした大統領が会話した相手は、曲世愛であった。曲世は大統領に自殺をするよう能力を使い、大統領の飛び降り自殺を止めようとした正崎は、大統領に発砲して射殺。その直後、曲世愛が正崎の前に現れ、曲世に拳銃を向けるのであった。

## 登場人物

### 主要人物
正崎 善（せいざき ぜん）
声 - 中村悠一
東京地検特捜部の検察官。正義感に強く真面目な性格であり、新域構想には否定的な立場をとる。コーヒーの味にうるさい。
アグラス事件で押収した捜査資料から不気味な怪文書と化した因幡の報告書を部下の文緒と共に発見した事を機に因幡の不審自殺とそれに関与しているとされる政治絡みの新たな事件を捜査する。正崎自身と文緒が第1発見者となった因幡の不審自殺を追っていく中、謎の女・曲世愛の存在を知る。
テレビ局にて齋開花を拘束しようとした際に、曲世愛によって強襲されて部下の多くを失い、さらに拉致された瀬黒を四肢切断されてその現場をWEBカメラ越しに見せられてしまう。日本では曲世愛を止められないと判断した正崎は、接触してきたFBIに交渉して、自らもFBI特別捜査官となり、世界一の権力と軍事力を持つアメリカ合衆国大統領と共に、曲世愛を殺害することで復讐しようと目論む。
曲世 愛（まがせ あい）
声 - ゆきのさつき
数多くの不審自殺に関わり、若手議員の新域長・齋開花と行動を共にする妖艶な謎の美女。栃木県那須郡那須町出身。元々は養女で母方の苗字を持つが、そもそも養子であり、養子縁組の支援団体を通じて引き取られていた。
守永曰く、「彼女がいなければ新域構想は10年遅れていた」とされており、陰の立役者として暗躍している。参考人・平松絵見子として善と会った際には、正義についての議論を交わした。聴取を行った正崎いわく、一言で言うなら「最悪の女」とのこと。カウンセリングをした叔父いわく、「悪い子だった」と語っている。
下記に挙げるような「姿を使い分ける能力」、「人を魅了する能力」、「人を自殺に追いやる能力」、「人の認識を変えさせる能力」の4つの能力を持っていると考えられる。反面、その能力を持ち合わせながら瀬黒に対しては、斧で四肢を切断しながら惨殺、その場面を動画配信で正崎に見せつけるという法的に殺人犯になる事も厭わない非合理的な手段も取る。
姿を使い分ける能力
男を惑わす手練手管に長け、魅惑的な言葉と肉体の他、会うたびに別人としか言いようがないほど印象が変わり、単純な変装・演技力などとは次元の異なるレベルの無数の姿を使い分ける。年齢は23歳だが、使い分ける無数の姿の年齢はそれよりも年下か年上に見えるほどの美人に化ける。
正崎も当初は、「因幡に接触していた巨乳の美人」「文緒が追っていた10代の少女」「取り調べを受けた平松絵見子」の3人が別人として存在していると認識していたが、姿の使い分けは彼女に2、3度会った事のある守永の説明によって初めて明かされた。
人を魅了する能力
小学生の頃からその特異性は現れ始めており、中学生の頃には同級生たちを魅了して精神状態を狂わせるなど、周囲に悪影響が生じるようになる。そのため、精神科医の叔父がカウンセリングすることになるが、理性的にカウンセリングを行おうとする叔父さえも瞬時に魅了してしまい、順調だった彼の人生を狂わせてしまう。曲瀬の叔父いわく、「魅了した自分に『罪悪感』という名の毒を与えた」と語っている。
この能力の派生として、取り調べ中の奥田検事を恍惚とさせて放心状態にさせている。
人を自殺に追いやる能力
直接、自身の手を下すことなく「人を死に追いやるなんらかの能力」を持ち、関わった人間はおろか、顔見知りの知人でもなければ会話すらしていないすれ違っただけの人間をことごとく自死に誘っている。
「常識や理屈では説明できない曲世の能力」を事前に知っている刑事の九字院でさえも瞬時に魅了し、九字院は自らの足を拳銃で撃ち抜いて痛みで曲世の能力を破ろうとするも、それでも拳銃自殺に追い込むほどの絶対的な能力を持っている。
九字院いわく、SEXのときの「男性が射精を我慢する感覚」に例えており、アレキサンダー大統領は「風船が割れる寸前やポップコーンが弾ける直前」という例えをしており、麻薬中毒のように抗いようのない強い衝動をもたらすものと考えられる。
また、アメリカ合衆国大統領を電話越しで自殺に導いていることから、声だけでも自殺させることが可能。
人の認識を変えさせる能力
各国の政治家に対して、曲世愛は電話などで話すことで、具体的な命令などすることなく「自殺法を肯定する」ように認識を変えさせている。政治家たちは自殺法が実現されて以降も、特に問題もなく生存していることから、上記の「自殺に追いやる能力」とは別の能力と思われる。
もしくは、他人の認識を変えることで、「変身」「魅了」「自殺教唆」を実現しているとも考えられる。この場合、曲世の能力は「認識改変」のみという事になる。

### 東京地検
文緒 厚彦（ふみお あつひこ）
声 - 小野賢章
検察官を目指す正崎の部下。追っていた10代後半の少女の住居を特定した後、正崎にメールを送信し、動機のない謎の首吊り自殺を遂げる。
タイミング的に当初は何者かによる始末を疑われたが、後に文緒自らが自殺した事が判明する。さらに追っていた少女の正体は曲世の使い分けた姿のひとつである事も判明する。
瀬黒 陽麻（せくろ ひあさ）
声 - M・A・O
検察事務官。23歳。法務事務次官・瀬黒嘉文の姪で自殺した奥田に代わって正崎と共に事件を追う。自殺法の可決を阻止するために正崎が立案した斎開化拉致作戦の際に、寅尾達と楽しげに会話する斎夫人に化けた曲世と遭遇してしまい、逮捕しようとするも逆に曲世に捕えられてPCの画面越しに正崎の目の前で意識のあるまま四肢・首を斧で切られた模様。曲世が自身の手で直接、殺害した被害者でもあり、初めて曲世による殺人事件として判定されるが、皮肉にも同じく曲世が引き起こした刑事達の集団自殺事件を不祥事として警察が隠蔽に奔走。その影響が瀬黒殺害事件の捜査を妨害してしまう。遺体が見つかってないので本格的な生死は不明。
守永 泰孝（もりなが やすたか）
声 - 堀内賢雄
東京地検特捜部部長。自殺法が社会に受け入れられつつなるようになり、今更考えを変えられないとして辞職する。

### 警察関係者
九字院 偲（くじいん しのぶ）
声 - 櫻井孝宏
多摩東中央警察署の警部補。正崎の依頼を受け、因幡の死に関する捜査へ協力する。斎の妻に化けた曲世を護衛していたために能力を喰らうが、拳銃で自身の足を撃ち抜き、何とか正気を保ちつつ正崎のもとへ辿り着き警告をする。しかし、その魅力に抗うことが出来ず、拳銃自殺を図る。
三戸荷 勉（みとに べん）
声 - 小形満
情報解析官。因幡のパソコンを調べ、残されたデータから自殺に使用した新薬の正体を突き止めた。
寅尾 太隈
声 - 稲田徹
警視庁捜査一課管理官。体格が良く威圧感のある外見をしているが、捜査に行き詰まった正崎をフォローするなど物腰の柔らかい好人物。曲世の能力により、経路警備・護衛班と共に集団自殺を図る。
筒井 三郎（つつい さぶろう）
声 - 柳田淳一
第六強行犯捜査係の警部補。正崎の命で曲世の過去を洗う。曲世の家族構成と曲世が中学時代に起こしたある事件を正崎に伝えたが、曲世の現在の足取りを追う内に曲世本人と接触してしまい、スマホを奪われる。最後は曲世の言葉を聞いた事で笑みを浮かべながら走行中の車に轢かれて自殺してしまう。その後、所持品の中に曲世に言われるがまま店で買った斧のレシートが見つかり、この斧は瀬黒の惨殺に使用された。

### 政治家・役人
野丸 龍一郎（のまる りゅういちろう）
声 - 宝亀克寿
自明党幹事長。
瀬黒 嘉文（せくろ よしふみ）
声 - 家中宏
法務事務次官。陽麻の叔父。
齋 開化（いつき かいか）
声 - 置鮎龍太郎
地元トップの高校から東京の名門大学に進学後、イギリス大学院に留学。市議で経験を積んで30歳の若さで新域長に就任した若手議員。
最初は神輿に担がれた野丸の手駒として登場するが、過激なパフォーマンスで新法「自殺法」をアピールし、それを推進する。曲世愛と行動を共にしている謎の男。側近達や曲世と共に失踪しながら暗躍している。
奥田 椋成（おくだ りょうせい）
声 - 内匠靖明
検察事務官。曲世が平松絵見子として検察庁に同行した際は正崎と共に事情聴取を行っていたが、正崎がいなくなった隙に曲世に何かを吹き込まれ、あろうことか彼女を帰してしまう。その後、新域庁舎の屋上庭園にて至福の表情で集団飛び降り自殺を図った。

### 医者
坂部 蔵主（さかべ くらうず）
声 ‐ 青山穣
曲世愛の父の弟で叔父にあたる精神科医。15歳の曲世が中学時代に男子生徒達や蔵主に起こした精神的レイプとも言える事件を正崎達に告白した。
因幡 信（いなば しん）
聖ラファエラ大学医科大学准教授兼麻酔科医。正崎達が書類整理を行っていたときに血のついた睡眠薬「セイレン」の治験実地状況報告書を発見した事で令状なしの捜査が行われるが、多摩センターにある自宅で全裸で椅子に座り、クラシックを聴きながら、手術用の全身麻酔機を用いて笑顔の表情のまま、自殺という異様な状態を正崎達に発見される。死因は全身麻酔機で因幡自身が開発した新薬「二クス」の過剰投与で致死量に達するまで30時間もかかった事が判明する。さらに捜査の過程で赤い服を着た巨乳の美人と接触していた事が判明する。

### アメリカ合衆国
アレキサンダー・W・ウッド
声 - 田中秀幸
アメリカ合衆国大統領。幼少時の病気を自ら克服した体験から、「考えること」に長けている政治家。一度真剣に考え出すと他のことが目に入らなくなるほどの集中を見せる。
学生の頃から『オンラインRPG』に嵌っていて、数々の偉業を成し遂げてトッププレイヤーに君臨していた。大統領夫人の妻とはオンラインゲーム内で出会っており、大統領になった今でもゲームをしている。
サミュエル・ハーディ
声 - 竹本英史
FBI捜査官。正崎の捜査パートナーとなる。

### その他
半田 有吉（はんた ありよし）
声 - 興津和幸
恒日新聞の記者。正崎の大学時代の親友。
正崎 人美（せいざき ひとみ）
声 - 中原麻衣
正崎善の妻。忙しく家に帰れないこともある善を優しく支える。
正崎 明日馬（せいざき あすま）
声 - 藤原夏海
正崎善と人美の息子。

## 用語
アグラス事件
日本スピリ製薬が複数の大学に対し、新薬「アグラス」の薬効を実際のものより高く示した虚偽の研究結果作成を依頼した事件。厚生労働省の告発により発覚した。
ニュクス
因幡信が開発して自殺に使用した新薬。服用すると自然に眠りつき、一切苦痛を感じることなく、二度と目を覚ます事なく死ねる自殺薬。
新域
町田市・八王子市・多摩市と神奈川県から相模原市を越境合併して設置された新たな行政区画。表向きは東京への一極集中緩和を目的として新設されたが、その実態は新法の試験運用を実施する国家の実験場としての役割を有する。政令指定都市や中核市・特例市を上回る権限が付与され、「第2の東京」と位置付けられている。

## 書誌情報
- 野﨑まど『バビロン』講談社（講談社タイガ）
  - バビロンI -女- - 2015年10月20日発売 ISBN 978-4-06-294002-3
  - バビロンII -死- - 2016年7月20日発売 ISBN 978-4-06-294031-3
  - バビロンIII -終- - 2017年11月22日発売 ISBN 978-4-06-294072-6

## 漫画
『コミックDAYS』（講談社）にて、2019年2月25日より2019年10月21日まで連載。

## テレビアニメ
2019年10月から2020年1月までTOKYO MXほかにて放送された。また、2019年10月7日にAmazonプライム・ビデオにて第1章（第1話 - 第3話）が先行配信された。
各話のラストに「番組はフィクションであり、登場する人物、場所、団体、および法律等は実際のものとは関係ありません。また、特定の思想、信条を肯定・否定する内容ではありません。」と注意書きが書かれているが、7話以降は冒頭に「また、この作品には一部刺激的な表現が含まれます。児童および青少年の視聴には十分ご注意ください。」と書かれるようになった。
2020年4月22日に全12話を収録したBlu-ray BOX（VPXY-71786）が発売された。

### スタッフ
- 原作 - 野﨑まど[5]
- 監督 - 鈴木清崇[5]
- 副監督 - 小嶋慶祐
- 文芸担当 - 坂本美南香
- キャラクター原案 - ざいん[5]
- キャラクターデザイン・総作画監督 - 後藤圭佑[5]
- プロップデザイン - 柏淳志、熊田明子
- 美術監督 - 中村典史
- 美術設定 - BARNSTORM DESIGN LABO、大山裕之、島村大輔、大久保知江（第8話以降）
- 色彩設計 - 竹澤聡
- 撮影監督 - 中村俊介、浅黄康裕
- 編集 - 奥田浩史
- 音楽 - やまだ豊[5]
- 音楽制作 - フジパシフィックミュージック
- 音響監督 - 明田川仁
- 企画・プロデューサー - 山本幸治
- アニメーションプロデューサー - 江波和樹
- アニメーション制作 - REVOROOT[5]
- 製作 - ツインエンジン[5]

### 主題歌
全て作詞・作曲はQ-MHzが担当し、外部からボーカリストを招いた形となる。
「Live and let die」
第1章で使用。、編曲は月蝕會議、歌はQ-MHz feat. uloco.。

「イノチ食ム魂」
第2章で使用。編曲はQ-MHz、歌はQ-MHz feat. Mikako Komatsu（小松未可子）。

「The next new world that no one knows（blood stained ver.）」
第3章で使用。編曲は伊藤翼、歌はQ-MHz feat. *Namirin（ニコニコ動画・YouTube等で活動する、ハワイ・オアフ島出身の同人歌手）。

### 各話リスト
| 章                   | 話数   | サブタイトル | 脚本       | 絵コンテ                   | 演出                | 作画監督                                                                | 放送日         |
| -------------------- | ------ | ------------ | ---------- | -------------------------- | ------------------- | ----------------------------------------------------------------------- | -------------- |
| 第1章 「一滴の毒」   | 第1話  | 疑惑         | 坂本美南香 | 鈴木清崇                   | 小嶋慶祐 鈴木清崇   | 後藤圭佑                                                                | 2019年 10月7日 |
| 第1章 「一滴の毒」   | 第2話  | 標的         | 坂本美南香 | 富井ななせ                 | 富井ななせ          | 久保光寿                                                                | 10月14日       |
| 第1章 「一滴の毒」   | 第3話  | 革命         | 坂本美南香 | 小嶋慶祐                   | 久保山英一          | 鎌田均 林あすか 丹澤学                                                  | 10月21日       |
| 第2章 「選ばれた死」 | 第4話  | 追跡         | 安永豊     | 富井ななせ                 | 北久保弘之          | 梁世挺 王悦春 SONG MIN JU                                               | 10月28日       |
| 第2章 「選ばれた死」 | 第5話  | 告白         | 安永豊     | 木村延景                   | 木村延景            | 熊田明子 久保光寿                                                       | 11月4日        |
| 第2章 「選ばれた死」 | 第6話  | 作戦         | 安永豊     | 小嶋慶祐 木村延景 鈴木清崇 | 荻原露光            | 川口弘明 鈴木信一 輪和 葛歓                                             | 11月11日       |
| 第2章 「選ばれた死」 | 第7話  | 最悪         | 安永豊     | 小嶋慶祐 鈴木清崇          | 小嶋慶祐            | 小嶋慶祐                                                                | 11月18日       |
| 第3章 「曲がる世界」 | 第8話  | 希望         | 安永豊     | 小嶋慶祐 木村延景 鈴木清崇 | 真野玲 村上勉       | 小平修平 輪和 櫻井拓郎 葛歓 小林ゆかり 高橋直樹                         | 12月30日       |
| 第3章 「曲がる世界」 | 第9話  | 連鎖         | 福島直浩   | 富井ななせ                 | 久保山英一 今泉竜太 | 今泉竜太 迎千葉瑠 渡辺一平太 平野翔 谷口繁則 野村美織 山本道隆 河本華穂 | 2020年 1月7日  |
| 第3章 「曲がる世界」 | 第10話 | 決意         | 福島直浩   | 木村延景 富井ななせ        | 山本隆太 鈴木清崇   | 岩井優器 久保光寿                                                       | 1月14日        |
| 第3章 「曲がる世界」 | 第11話 | 開幕         | 安永豊     | 鈴木清崇 小嶋慶祐          | 富井ななせ          | 飯飼一幸 熊田明子 柏淳志                                                | 1月21日        |
| 第3章 「曲がる世界」 | 第12話 | 終           | 安永豊     | 鈴木清崇 小嶋慶祐          | 鈴木清崇            | 後藤圭佑 小嶋慶祐 久保光寿 林あすか                                     | 1月28日        |

### 放送局
| 放送期間                                                                           | 放送時間                                                  | 放送局   | 対象地域 | 備考                      |
| ---------------------------------------------------------------------------------- | --------------------------------------------------------- | -------- | -------- | ------------------------- |
| 2019年10月7日 - 12月30日（第1話 - 第8話） 2020年1月8日 - 1月29日（第9話 - 第12話） | 月曜 22:00 - 22:30 水曜 1:35 - 2:05（火曜深夜）           | TOKYO MX | 東京都   |                           |
| 2019年10月8日 - 12月31日（第1話 - 第8話） 2020年1月7日 - 1月28日（第9話 - 第12話） | 火曜 0:00 - 0:30（月曜深夜） 火曜 2:00 - 2:30（月曜深夜） | BS11     | 日本全域 | BS放送 / 『ANIME+』枠     |
|                                                                                    | 火曜 0:30 - 1:00（月曜深夜）                              | AT-X     | 日本全域 | CS放送 / リピート放送あり |

インターネットではAmazonプライム・ビデオにて独占配信され、日本では2019年10月7日に第1章を配信。